# Pour Don Carlos (film, 1921)
Pour plus de détails, voir Fiche technique et Distribution.
Pour Don Carlos est un film muet français réalisé par Jacques Lasseyne et Musidora en 1920 et sorti en France en 1921. Il s'agit d'une adaptation du roman éponyme de Pierre Benoît. Tourné au cœur du Pays basque espagnol, ce film marque le début de l'attachement de Musidora pour l'Espagne, où elle tournera plusieurs films par la suite.  

## Synopsis
En 1875, dans les Basses-Pyrénées, un jeune sous-préfet se retrouve impliqué malgré lui dans les rivalités entre le pouvoir en place et les partisans du prétendant au trône d’Espagne, Don Carlos. Il tombe dans un piège tendu par Allegria Petchart, une figure de proue des insurgés carlistes. 
Séduit par la force de conviction de cette femme et par sa cause, il finit par rallier le camp des rebelles et s'engage à leurs côtés dans la lutte.

## Fiche technique
- Titre : Pour Don Carlos
- Réalisation : Jacques Lasseyne, Musidora
- Scénario : Pierre Benoît, Musidora, d'après le roman Pour don Carlos de Pierre Benoît
- Production : Films Musidora
- Société de distribution : A.G.C. - Agence Générale Cinématographique
- Photographie : Frank Daniau-Johnston, Léonce Crouan
- Musique : Jacques Roques
- Direction artistique : René Carrère
- Pays d’origine :  France
- Année de sortie : 1921
- Durée : 90 minutes
- Genre : Drame, historique, muet
- Format : Noir et blanc, muet

## Distribution
- Musidora : Allegria Petchart
- Stephen Weber : Olivier de Préneste
- Abel Tarride : Le général Gelimar
- Marguerite Greyval : La gouvernante
- Jean Daragon : Le commandant Ibanes
- Simone Cynthia : Conchita
- Henri Janvier : Le vieux berger
- Jean Signoret : Arquillo
- Paul Clérouc : Le comte de Magnoac
- Jean Guitry : Eladio
- Charles Reschal : Buffet
- Miguel Sánchez : L'officier carliste
- Henri Jullien : Laplace-Leduc
- Chrysias : Lucile de Mercoeur
- Max Dartigny : Le général Gamundi
- Domingo : Maypur
- Henry Reynal : Tharcis
- Arrué : Le lieutenant Labradel
- René Carrère
- Guiraud-Rivière
- Maurice Taquoy

## Production et contexte
Pour Don Carlos est tourné en 1920 au cœur du Pays basque espagnol. Le film marque une rencontre décisive pour Musidora, qui découvre l’Espagne et y développera un attachement profond. Ce tournage est également l’occasion pour elle de rencontrer Antonio Cañero, conseiller technique du film, qui influencera sa carrière et l’amènera à tourner ses films suivants Soleil et Ombre et La Tierra de los Toros
.  
L’écrivain Pierre Benoît insiste auprès de Musidora pour que son ami Jacques Lasseyne, fils d'un militant carliste sans expérience dans le cinéma, co-réalise le film avec elle.

## Restauration[3]
En 2019, le film est restauré en 4K par la Cinémathèque de Toulouse, la Cinémathèque française et le San Francisco Silent Film Festival.
La restauration a été effectuée par les laboratoires Hiventy (étalonnage) et Immagine Ritrovata (restauration numérique).

## Réception
Le journal Cinéa (1921) donne une critique positive du film : 
"Les beaux paysages des Provinces vivent devant nous avec une intensité que ne leur donne pas la prose un peu sèche du romancier. Tout le côté mise en scène est excellent, reste dans la mesure juste, encadre l'action sans l'étouffer. Le découpage est bon, l'interprétation satisfaisante. La beauté étrange de Mlle Musidora correspond bien à l'idée que nous pouvons nous faire du type singulier d'Allegria Detchard; elle sait être émouvante, tragique même..."
.